# Trichoniscus gudauticus
Trichoniscus gudauticus là một loài chân đều trong họ Trichoniscidae. Loài này được Borutzkii miêu tả khoa học năm 1977.